# John Harker (cầu thủ bóng đá)
John James Harker (10 tháng 10 năm 1876 – 1962) là một cầu thủ bóng đá người Anh thi đấu ở vị trí tiền đạo tầm xa cho Sunderland.